# Калиновка (Черноморский район)
Кали́новка (до 1945 года Аблагоджа́, Абла́к-Аджи́; укр. Калинівка, крымскотат. Ablaq Acı, Аблакъ Аджы) — село в Черноморском районе Республики Крым, входит в состав Оленевского сельского поселения (согласно административно-территориальному делению Украины — Оленевского сельского совета Автономной Республики Крым)

## Население
| 2001 | 2014 |
| ---- | ---- |
| 777  | ↘737 |

Всеукраинская перепись 2001 года показала следующее распределение по носителям языка
| Язык             | Процент |
| ---------------- | ------- |
| русский          | 73.23   |
| украинский       | 17.89   |
| крымскотатарский | 7.21    |
| другие           | 0.77    |

### Динамика численности
| - 1835 год — 72 чел. - 1889 год — 138 чел. - 1900 год — 193 чел. - 1915 год — 10/252 чел. - 1926 год — 158 чел. | - 1939 год — 292 чел. - 1989 год — 680 чел. - 2001 год — 777 чел. - 2009 год — 802 чел. - 2014 год — 737 чел. |

## География
Калиновка — село в центральной части района, степном Крыму, примыкающее с юга к райцентру Черноморское (примерно в 3 километрах от центра), высота центра села над уровнем моря — 22 м. Ближайшие сёла — Новосельское в 2,5 км на северо-восток и Красносельское в 6,5 км на юг, ближайшая железнодорожная станция — Евпатория — около 76 километров.

## Современное состояние
На 2016 год в Калиновке числится 6 улиц; на 2009 год, по данным сельсовета, село занимало площадь 318,2 гектара, на которой в 272 дворах проживало 802 человека. Действует библиотека-филиал № 12. Село связано с райцентром транспортным сообщением (маршрутки)

## История
Первое документальное упоминание села встречается в Камеральном Описании Крыма… 1784 года, судя по которому, в последний период Крымского ханства Аблак Гаджи входил в Тарханский кадылык Козловскаго каймаканства.
После присоединения Крыма к России (8) 19 апреля 1783 года, (8) 19 февраля 1784 года, именным указом Екатерины II сенату, на территории бывшего Крымского ханства была образована Таврическая область и деревня была приписана к Евпаторийскому уезду. После павловских реформ, с 1796 по 1802 год входила в Акмечетский уезд Новороссийской губернии. По новому административному делению, после создания 8 (20) октября 1802 года Таврической губернии, Аблагаджи был включён в состав Яшпетской волости Евпаторийского уезда. Видимо, вследствие эмиграции крымских татар в Турцию, деревня опустела и в Ведомости о волостях и селениях, в Евпаторийском уезде с показанием числа дворов и душ… от 19 апреля 1806 года деревня не значится. Также и на военно-топографической карте генерал-майора Мухина 1817 года деревня Елыхарызлар обозначена пустующей. В начале 1800 годов сюда из центральных губерний были переселены государственные крестьяне, в 1820-х и 1830-х годах селились, главным образом, выходцы с Украины. В 1835 году, на «Геометрическом специальном плане Таврической губернии Евпаторийского уезда при местечке Ак-Мечеть…» в деревне Шейхлар обозначено крестьянских дворов 15, в них мужчин 68, женщин 48, татарских дворов 18, мужчин 42, женщин 30 душ. На карте 1836 года в деревне 24 двора, как и на карте 1842 года Аблагаджи обозначен с 24 дворами.
В 1860-х годах, после земской реформы Александра II, деревню приписали к Курман-Аджинской волости. Согласно «Памятной книжке Таврической губернии за 1867 год», деревня Аблагоджа была покинута жителями в 1860—1864 годах, в результате эмиграции крымских татар, особенно массовой после Крымской войны 1853—1856 годов, в Турцию и заселена малороссиянами и городскими мещанами. На трехверстовой карте 1865—1876 года деревня не обозначена. Согласно изданной в 1886 году «Справочной книжке о приходах и храмах Таврической епархии…» епископа Гермогена, в деревне Аблах-Аджах проживало смешанное русско-татарское население. В «Памятной книге Таврической губернии 1889 года», по результатам Х ревизии 1887 года, в деревне Абла-Годжа числился 21 двор и 138 жителей.
Земская реформа 1890-х годов в Евпаторийском уезде прошла позже остальных, в результате Аблогаджу приписали к Кунанской волости.
По «…Памятной книжке Таврической губернии на 1900 год» в деревне числилось 193 жителя в 24 дворах. По Статистическому справочнику Таврической губернии. Ч.II-я. Статистический очерк, выпуск пятый Евпаторийский уезд, 1915 год, в деревне Аблагаджи Кунанской волости Евпаторийского уезда числилось 42 двора (все дворы безземельные) с русским населением в количестве 10 человек приписных жителей и 252 — «посторонних», из которых 135 мужчин и 127 женщин. Жители землёй не владели, в хозяйствах имелось 42 лошади, 150 волов, 50 коров и 2000 голов мелкого скота.
После установления в Крыму Советской власти, по постановлению Крымревкома от 8 января 1921 года № 206 «Об изменении административных границ» была упразднена волостная система и образован Евпаторийский уезд, в котором создан Ак-Мечетский район и село вошло в его состав, а в 1922 году уезды получили название округов. 11 октября 1923 года, согласно постановлению ВЦИК, в административное деление Крымской АССР были внесены изменения, в результате которых округа были отменены, Ак-Мечетский район упразднён и село вошло в состав Евпаторийского района. Согласно Списку населённых пунктов Крымской АССР по Всесоюзной переписи 17 декабря 1926 года, в селе Аблагаджи, Ак-Мечетского сельсовета Евпаторийского района, числилось 50 дворов, из них 49 крестьянских, население составляло 237 человек. В национальном отношении учтено: 233 русских и 4 украинцев, действовала русская школа. Согласно постановлению КрымЦИКа от 30 октября 1930 года «О реорганизации сети районов Крымской АССР», был восстановлен Ак-Мечетский район (по другим данным 15 сентября 1931 года) и село вновь включили в его состав, видимо, тогда же был образован сельсовет, так как на 1940 год он уже существовал. По данным всесоюзной переписи населения 1939 года в селе проживало 292 человека.
Указом Президиума Верховного Совета РСФСР от 21 августа 1945 года Аблагоджа была переименована в Калиновку и Аблагоджинский сельсовет — в Калиновский. С 25 июня 1946 года Калиновка в составе Крымской области РСФСР. 26 апреля 1954 года Крымская область была передана из состава РСФСР в состав УССР. С начала 1950-х годов, в ходе второй волны переселения (в свете постановления № ГОКО-6372с «О переселении колхозников в районы Крыма»), в Черноморский район приезжали переселенцы из различных областей Украины. Время ликвидации сельсовета и включения в Оленевский пока не установлено: на 15 июня 1960 года село уже числилось в его составе.. По данным переписи 1989 года в селе проживало 680 человек. С 12 февраля 1991 года село в восстановленной Крымской АССР, 26 февраля 1992 года переименованной в Автономную Республику Крым.С 21 марта 2014 года в составе Крыма аннексирована Россией.